# Photo-Finish
Photo Finish è il settimo album solista di Rory Gallagher.

## Tracce
1. Shin Kicker
2. Brute Force And Ignorance
3. Cruise On Out
4. Cloak & Dagger
5. Overnight Bag
6. Shadow Play
7. The Mississippi Sheiks
8. The Last Of The Independents
9. Fuel To The Fire
10. Early Warning (bonus track)
11. Juke Box Annie (bonus track)

## Formazione
- Rory Gallagher - voce, chitarre, armonica e mandolino
- Gerry Mc Avoy - basso
- Ted Mc Kenna - batteria